# Solna Vikings
I Solna Vikings sono stati una squadra di pallacanestro svedese con sede a Solna, comune adiacente a Stoccolma.

## Storia
La pallacanestro a Solna iniziò ad essere giocata nel 1959, con la creazione della prima squadra giovanile di quella zona. Nel giro di qualche anno il Solna IF si affermò a livello nazionale, tanto da vincere, nel 1973, il primo dei suoi quattro titoli nazionali.
I Solna Vikings nacquero ufficialmente il 27 aprile 1999 raccogliendo l'eredità del Solna IF, appena scomparso per problemi economici.
La sezione maschile dei Vikings ha vinto la Svenska basketligan in due occasioni, nel 2002-03 e nel 2007-08. Quella femminile è stata campione di Svezia cinque volte (2001-02, 2003-04, 2005-06, 2007-08 e 2008-09). Entrambe le sezioni disputavano i propri match interni presso la Solnahallen.
Il 6 luglio 2015 la società ha dovuto annunciare che per motivi finanziari non si sarebbe iscritta al massimo campionato. Dopo una stagione di transizione in seconda serie, il club è confluito all'interno dell'AIK Basket.

## Palmarès
- Campionato svedese: 2

2002-03, 2007-08